# 撒克巨人
撒克巨人（Scorponok，又譯魔蠍）是《變形金剛》中的其中一名角色，在不同作品中多次出場。通常是狂派(Decepticon)成員，可以變形成巨型蠍子，身體以綠色和紫色為主要色調。

## 媒體表現

### G1系列
擁有三段變形，可以變形成基地型態跟巨型機械蠍子。表情凶惡深沉，略帶威嚴，乃是陰險深沈的軍略家，個性野心勃勃，不甘人下。
是賽博坦星(Cynertron)大战時避往馬斯塔星(Master)的變形金剛之一，在當地訓練成頭領戰士，本身可變形成頭部再配合機身，可發揮出極強的力量，率領狂派的頭領戰士人狼、蝙蝠魔、鄂龍及兩名近衛飛輪(Skywheel)跟圈套前來支援格威龍(Galvatron)對付博派(Autobot)，但他一開始讓部下出手幫忙，自己仍藏在陰影之中。
為殺死博派不惜炸毀賽博坦跟火星，但敗在新任博派領袖福特巨人(Fortress Maximus)的瑪斯塔劍之下，後來格威龍於地球北極戰鬥中被深埋在冰川後，撒克巨人登上狂派首领的宝座，秘密製造巨型身軀跟撒克盾。為實行地球爆破計畫，撒克巨人不惜犧牲始終效忠格威龍的狂派幹將六面獸(Sixshot)，導致狂派實力大減，甚至樹立一名強敵，只因六面獸懷疑甲威龍的死亡乃是撒克巨人暗中策劃。六面獸的叛離，使撒克巨人在南極與博派的大戰中落入下風，終告戰敗甚至巨型身軀也被摧毀，狼狽率領殘餘的狂派逃往宇宙。

### 真人電影
在麥可貝版本的真人電影中，在2007年的第一集就出現了該版本的撒克巨人，不過和G1版本差異甚大，並不是體型巨大的基地金剛或頭領戰士，而是狂派金剛黑魔(Blackout)附屬的一隻小型變形金剛，在電影中只有蠍子的型態而沒有變形過，不過配合電影推出的玩具倒是有機器人型態。在第一集最後被美軍的戰鬥機擊退、斷尾求生。於第二集的埃及戰場中再次出現、突襲狼狽降落、剛剛解決攪拌大師(Mix Master)的天火(Jetfire)，在成功對天火造成重創後被天火一拳擊殺。之後在重啟版的2023年電影《變形金剛：萬獸崛起》中作為尤尼克隆(Unicron)可以大量釋放的機器大軍蠍子的名字，為展示有無變形型態。

### IDW漫畫
在2005年到2019年的IDW漫畫版本中，被描繪成一個熱中生物技術的狂派科學家。體型上比一般的變形金剛高大許多。在背景故事中提及、因為參與非法生物技術的關係而被身為提爾萊斯特協定指定執行官的馬格斯(Ultra Magnus)追捕。只有出現過機器人型態和巨蠍型態，似乎沒辦法變成基地。沒有配合推出的玩具。
在早期，某次密卡登被重傷後，曾經想自立成為狂派領袖，在此期間率領狂派和博派多次衝突，但是在密卡登回歸後被輕易擊倒。
在難以置信系列(More Than Meet The Eye)中做為反派出現，綁架劫持了拾荒者小隊(Scavengers)，擁有一艘標誌艦(狂派的一種戰艦、俯視狀態下看起來像一個巨大的狂派標誌)，並且培育了一個體內有火種、臉部上有狂派標誌的有機體嬰兒、目的是透過有機體大量繁殖的方式產生火種後、將有機體殺死、提出火種以大量製造賽博坦人，不過被鋼繃(Nickel)用塔恩(Tarn)的禮物「奪命語音留言」─一段錄音、錄有塔恩的聲音、可以癱瘓聽到語音留言的變形金剛─癱瘓。之後再出場時作為神機真人(Adaptus)的手下，不過因為在討論叛變時被神機真人聽到、被以電鋸劈成左右兩半而死。

### 《變形金剛：賽博坦大戰三部曲》（Transformers: War for Cybertron Trilogy）
隨著影集配合推出了一個泰坦級玩具，具有機器人、巨蠍、基地三種模式，造型貼近其原本造型，不過在影集中只顯示了其巨型機械蠍的型態。由麥可‧鄧恩(Micheal Dunn)聲演。
在本作第二部分《地球崛起》(Earth Rise)中出現，自稱是最後一隻巨蠍，顯示在本作中的設定裡，薩克巨人(Scorpnok)是作為一隻種族而不是單一人物存在，而且也不是賽博坦人、變形金剛，但同樣是昆特紗的造物。出現在卡在太空橋裡的涅布倫太空站裡，並攻擊博派和狂派們，最後隨著太空站爆炸而後續未知。

## 玩具
- 1987年，特佳麗設計了G1撒克巨人玩具。
- 2007年，隨著真人電影第一集推出玩具，具有機器人和機器蠍型態[2]。
- 2015年，第三方廠商Iron Factory推出暗黑版撒克巨人，以漫畫中造型為主。
- 2016年，第三方廠商 MakeToys推出精密的撒克巨人但價格較高，主打成年人市場[3]。
- 2017年，中國大陸第三方廠商誠造社推出Q版撒克巨人，後續又推出可替換的正常比例頭部和身軀。
- 2020年，《War for Cybertron: Earthrise》產品線推出了泰坦級撒克巨人(Titan class Scorponok)，玩具由TAKARATOMY設計師蓮井章悟負責設計，具有巨形機器人、蠍子、基地三種型態[4]。
- 2023年，配合真人電影第七集推出玩具，不過玩具的派系標誌卻是電影中未出場的掠奪獸(Predacon)派系，具有機器人和巨蠍模式[5]。